# ISO 3166-2:QA
Kódy ISO 3166-2 pro Katar identifikují 8 oblastí (stav v roce 2017). První část (QA) je mezinárodní kód pro Katar, druhá část sestává ze dvou písmen identifikujících region.

## Seznam kódů
```
QA-DA Dauhá
QA-KH Al Khawr
QA-MS Madinat ash Shamal
QA-RA Ar Rayyān
QA-US Umm Salāl
QA-WA Al Wakrah
QA-ZA Az̧ Z̧a‘āyin
QA-SH Ash Shīḩānīyah
```